# Ask (Gjerdrum)
Ask ist eine Ortschaft in der norwegischen Kommune Gjerdrum in der Provinz (Fylke) Akershus. Der Ort stellt das Verwaltungszentrum von Gjerdrum dar.

## Geografie und Einwohner
Ask liegt im geografischen Zentrum der Gemeinde Gjerdrum, welche sich im Nordosten von Oslo befindet. Durch den Ort führt der in Nord-Süd-Richtung durch Gjerdrum verlaufende Fylkesvei 120. In Ask zweigt der Fylkesvei 1542 ab, der die Anbindung nach Ullensaker herstellt. Beide Straßen stellen zudem eine Verbindung zur Europastraße 6 (E6) dar. Etwas nordwestlich von Ask liegt der Ort Grønlund.
Ask war bis 2013 ein sogenannter Tettsted, also eine Ansiedlung, die für statistische Zwecke als eine städtische Siedlung gezählt wird. In der Statistik des Jahres 2012 wurde der Ort mit 1967 Einwohnern aufgeführt, der Nachbarort Grønlund mit 2392. Seit 2013 werden die beiden Ortschaften als ein Tettsted gewertet. Dieser trägt den Namen Grønlund und hat 5643 Einwohner (Stand: 1. Januar 2024).

## Geschichte

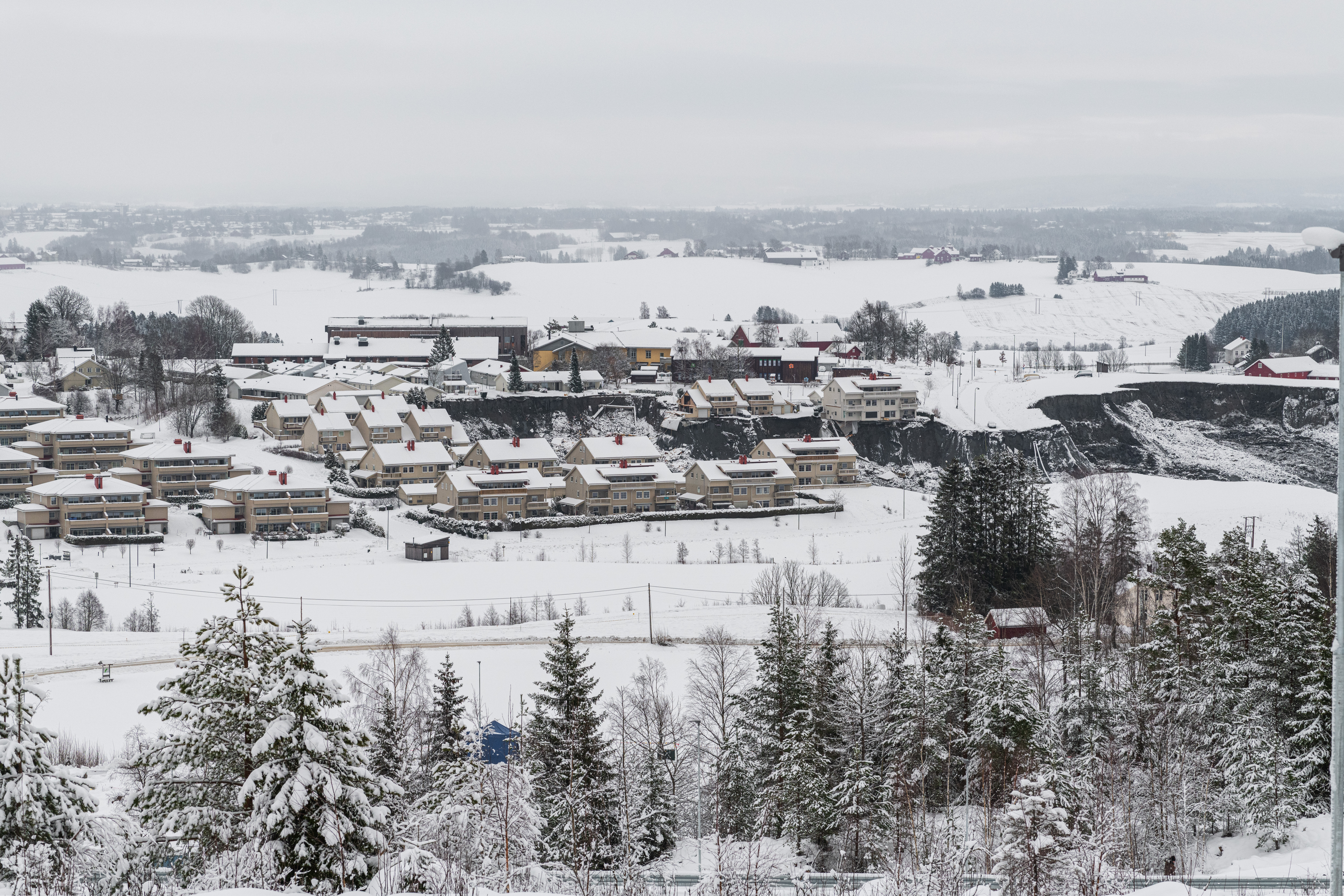
Bild nach dem Erdrutsch, 2021

Am 30. Dezember 2020 zerstörte ein Erdrutsch mehrere Wohnhäuser in Ask. Das Gebiet war zuvor in der höchsten Risikoklasse für Erdrutsche geführt worden, da der Untergrund aus Quickton besteht. Dieser kann unter anderem durch hohe Niederschlagsmengen instabil werden. Nach dem Erdrutsch galten zehn Personen als vermisst, bis zum 4. Januar 2021 wurden sieben Leichen geborgen als die Sucharbeiten schließlich unterbrochen wurden. Ende Januar wurde die Suche nach den noch Vermissten gestartet. Ab dem 9. Februar 2021 wurde weiter eine Person vermisst. Die letzte Vermisste wurde 83 Tage nach dem Erdrutsch im März 2021 aufgefunden. Die Such- und Bergungsarbeiten wurden von der Polizei, der Feuerwehr und der für Erdrutsche zuständigen Behörde Norges vassdrags- og energidirektorat (NVE) geleitet. Etwa 1000 Menschen aus der Gemeinde Gjerdrum wurden im Umfeld des vom Erdrutsch betroffenen Gebiets evakuiert.